# Bataille de Neuenegg
Invasion française de 1792 et 1798
Batailles
- Longeau
- Neuenegg
- Fraubrunnen
- Grauholz

La bataille de Neuenegg se déroule le 5 mars 1798 à Neuenegg, dans le canton de Berne, et oppose une armée bernoise commandée par l'adjudant-général Johann Weber et le colonel de Graffenried aux troupes françaises du général Jean Joseph Magdeleine Pijon. Ces dernières surprennent dans la nuit les soldats bernois installés à Neuenegg et les bousculent. Des troupes de secours confédérées, commandées par le colonel de Graffenried, se portent alors sur les lieux du combat et repoussent à leur tour les Français, qui s'éloignent du champ de bataille. La nouvelle de la défaite suisse à Grauholz met un terme aux hostilités, et les Bernois doivent finalement se replier.

## Prélude
En mars 1798, les troupes françaises envahissent le canton de Berne afin d'y établir une république suisse sur le modèle français. Le 3 mars, le général de brigade Jean Joseph Magdeleine Pijon reçoit de son supérieur, le général de division Guillaume Brune, commandant en chef de l'armée d'Helvétie, l'ordre d'effectuer des manœuvres de diversion avec ses troupes afin de fixer une partie des soldats suisses, tandis que lui-même avec le gros de ses forces marcheraient sur Berne en enlevant le village de Neuenegg au passage. Pijon se met donc en route le 4 mars avec 6 000 hommes, et arrive devant Neuenegg pendant la nuit.

## La bataille

### L'attaque française
L'artillerie française, positionnée sur un plateau dominant le village, ouvre le feu sur les Bernois, qui ont négligé de faire surveiller leur campement. Les troupes suisses, complètement surprises, se forment en hâte, mais les colonnes françaises passent le pont enjambant la rivière Singine, et culbutent leurs adversaires. L'adjudant-général Weber tente de couvrir la retraite, mais ses hommes sont finalement dispersés. Les Français repoussent peu à peu les soldats bernois à l'intérieur de Neuenegg. Une contre-attaque suisse les en chassent, mais un détachement de la cavalerie française franchit la Singine à gué et force finalement les Bernois à battre en retraite. Le village est ensuite enlevé à la baïonnette par les forces de Pijon, malgré une résistance de la part de certains habitants. Un ordre de Brune, arrivé tardivement et stipulant que les troupes françaises ne doivent pas engager le combat, convainc le général Pijon de ne pas exploiter sa victoire.

### La contre-attaque suisse

#### Regroupement des Bernois et marche sur Neuenegg
La nouvelle de cet échec parvient rapidement à Berne : les autorités militaires donnent l'ordre aux troupes stationnées non loin de la ville de battre en retraite et de s'y regrouper, afin de résister à l'armée française. De nombreux bataillons décident néanmoins de ne pas obtempérer pour se porter à la rencontre de leurs ennemis : ces différentes unités, totalisant 2 300 hommes et trois canons, se placent sous les ordres du colonel Johann Rudolf de Graffenried, qui se met en marche entre huit et neuf heures du matin en direction de Neuenegg.
Arrivés sur les lieux, les Suisses forment leur dispositif : à gauche, l'infanterie légère (chasseurs et carabiniers) ; au centre, deux compagnies d'infanterie suivies par l'artillerie ; à droite, trois compagnies d'infanterie et une compagnie de carabiniers. L'avant-garde se compose également de carabiniers, accompagnés par quelques cavaliers ayant participé au précédent combat ; la réserve comprend quant à elle trois bataillons et deux compagnies d'infanterie.

#### Le second affrontement
L'engagement débute par des combats d'avant-garde, où les Bernois repoussent quelques détachements français en patrouille. Ils se heurtent ensuite à l'avant-garde adverse, qui entame un feu de mousqueterie avant d'être chargé à la baïonnette par les troupes suisses. Les combats au corps-à-corps se déroulent dans la clairière de Wangenhubel puis dans la forêt de Kessiboden. Les Français se replient finalement vers le gros de leurs forces, soit huit bataillons d'infanterie, commandées par le général Pijon en personne.
Dès que les contingents suisses sortent de la forêt, les Français ouvrent le feu. Le centre bernois, trop avancé, est stoppé dans son élan tandis que les ailes, retardées dans les bois, ne sont pas encore en mesure d'intervenir. Les officiers suisses encouragent leurs hommes, se placent à leur tête et débutent un combat à l'arme blanche. Le général Pijon donne l'ordre à ses ailes de prendre ses ennemis de flancs, mais ces dernières sont repoussées par les bataillons suisses sortant des bois. L'armée française est alors prise de panique et s'enfuit de l'autre côté de la Singine : les Bernois les poursuivent et s'emparent des batteries, tandis que leurs propres canons tirent sur le pont de Neuenegg emprunté par les fuyards français.